# Nava de Arriba
Nava de Arriba es una pedanía española del municipio de Pozohondo, perteneciente a la provincia de Albacete, en la comunidad autónoma de Castilla-La Mancha.

## Geografía
La localidad está situada en la antigua comarca de la Sierra de Alcaraz. Se encuentra a 30 km de la capital provincial.

## Historia
Hacia mediados del siglo XIX, la aldea, ya por entonces perteneciente a Pozohondo, tenía contabilizadas 102 casas. Aparece descrita en el decimosegundo volumen del Diccionario geográfico-estadístico-histórico de España y sus posesiones de Ultramar de Pascual Madoz de la siguiente manera:

NAVA DE ARRIBA: ald. en la prov. de Albacete, part. jud. de Chinchilla, térm. jurisd. de Pozo-hondo: sit. en la falda N. de una sierra: tiene 102 casas habitadas por igual número de vec. labradores: su terrazgo es muy pingüe y feracísimo en años lluviosos.
(Madoz, 1849, p. 38)

## Demografía
En 2017 tenía 104 habitantes, según las cifras oficiales del INE. La población es bastante inferior a la de mediados del siglo XX.

## Fiestas
Celebra sus fiestas patronales en honor a San Antonio el 13 de junio, abarcando siempre el fin de semana más cercano a dicha fecha. Siempre comienzan con el tradicional pregón de peñas, la coronación de reinas y damas de las fiestas, siguiendo con una verbena. También son muy visitados sus encierros taurinos por las calles del pueblo.  Otras de las actividades realizadas son juegos populares para todos los públicos y una gran gazpachada en el campo de fútbol.
Otros festejos populares son:
- Semana cultural de verano: normalmente se celebra en agosto, realizándose actividades y juegos para todos los públicos y cine de verano.
- Virgen del Pilar: patrona de Nava de Arriba, cada 12 de octubre se celebra una tradicional Misa y procesión, con la compañía de la Banda de Música de Pozohondo, seguido de un aperitivo para todos los vecinos.
- Santa Lucía: luminarias en las calles.
- San Blas: 3 de febrero, es costumbre salir al campo a comer.

## Costumbres
Cuando hace bueno, la gente se reúne por la noche para tomar el fresco. Además existen diferentes peñas o grupos de gente que se reúnen para ponerse como las grecas.

## Lugares de interés
- El Molino Boriles. En algunos mapas se encuentra señalado como molino de Nava de Arriba. En varios textos se le otorga una antigüedad de más de 300 años. Lo que lo hace verdaderamente singular es su forma de construcción, que lo hace único en España, ya que no se corresponde con el modelo mediterráneo ni con el manchego. La estructura está realizada con una base de forma troncocónica de 1,30 m de altura de cada capa superpuesta, el grosor del muro de 90 cm, y un perímetro exterior de 19,30 m. Continua elevándose como si se superpusiera otra capa troncocónica de menor perímetro que la anterior, observándose en el interior como se forma una repisa al acabar en ella un enlucido de bóveda. Termina la tercera capa de forma abovedada incompleta al estar situada en el techado el rotor, por lo que el techado debió ser de otro material. La altura de los restos visibles es de 3,90 m, observándose una ventana al saliente, que seguramente servía para sacar los sacos de la molienda y para tener luz del sol a primera hora de la mañana, y una puerta de entrada al mediodía. Pero sin duda lo más llamativo de este molino, situado a 950 m de altitud, es un machón cilíndrico de 1,20 m de altura y 4,10 m de perímetro, el cual soportaría el peso del piso donde se encontraban las piedras (solera y volandera) y el resto de la maquinaria. Actualmente tiene muy buen acceso, habilitado para visitar a pie, bicicleta o cualquier otro tipo de vehículos.
- Corral del Duque, también conocido como El Pino, es uno de los lugares más bonitos de la pedanía, situado en la antigua casa de Caquirucho, cuyo patio y pajar fueron reconstruidos y adaptados para convertirlos en lo que hoy es una terraza de verano y un salón de restaurante. Lo más característico de este lugar, es su enorme pino, que da sombra a gran parte de la terraza de verano. Es de admirar el decorado típico manchego que hace de este sitio un lugar único y muy visitado.